# Automobil-Weltmeisterschaft 1951
Die Automobil-Weltmeisterschaft 1951 war die 2. Saison der Automobil-Weltmeisterschaft, die heutzutage als Formel-1-Weltmeisterschaft bezeichnet wird. In ihrem Rahmen wurde über acht Rennen in der Zeit vom 27. Mai 1951 bis zum 28. Oktober 1951 die Fahrerweltmeisterschaft ausgetragen.
Der FIA-Ehrentitel Großer Preis von Europa wurde 1951 an den Großen Preis von Frankreich vergeben.

## Hintergrund
Die Saison 1951 war erst das zweite Jahr der neuen Meisterschaft, und das junge Team Scuderia Ferrari holte sich unter der Führung des ehemaligen Alfa-Romeo-Rennleiters Enzo Ferrari mit seinen nach dem Zweiten Weltkrieg neu entwickelten Fahrzeugen bereits die meisten Punkte. Alfa Romeo zog sich, obwohl ihr Fahrer Juan Manuel Fangio Weltmeister wurde, zum Ende des Jahres mit seinen modifizierten Vorkriegsfahrzeugen aus der Formel 1 zurück. Der Ausstieg von Alfa Romeo und die deswegen für die nächste Saison zu erwartende völlige Dominanz von Ferrari bewog die FIA, die europäischen WM-Läufe ab der Saison 1952 nun nach den Bestimmungen der Formel 2 auszutragen.

## Teams und Fahrer
1951 nahmen insgesamt 52 Fahrer, verteilt auf elf Teams, an den Rennen zur Weltmeisterschaft teil. Viele Privatfahrer kauften oder mieteten außerdem Rennwagen, um damit an Rennen teilzunehmen. Das 500-Meilen-Rennen von Indianapolis wurde nicht berücksichtigt.
| Team                  | Fahrer |
| --------------------- | --- |
| Alfa Romeo            | Felice Bonetto Emmanuel de Graffenried Luigi Fagioli Juan Manuel Fangio Giuseppe Farina Paul Pietsch Consalvo Sanesi |
| Ferrari               | Alberto Ascari Rudolf Fischer José Froilán González Chico Landi Reg Parnell Piero Taruffi Luigi Villoresi Peter Whitehead |
| Talbot-Lago           | Eugène Chaboud Louis Chiron Johnny Claes Philippe Étancelin Yves Giraud-Cabantous José Froilán González Georges Grignard Duncan Hamilton Pierre Levegh Henri Louveau Guy Mairesse André Pilette Louis Rosier Jacques Swaters |
| Maserati              | Prinz Bira Antonio Branca Louis Chiron Emmanuel de Graffenried Philip Fotheringham-Parker Paco Godia John James Onofre Marimón David Murray Harry Schell                                                                     |
| Simca-Gordini         | Aldo Gordini Robert Manzon André Simon Maurice Trintignant |
| ERA                   | Bob Gerard Brian Shawe-Taylor |
| Alta                  | Joe Kelly |
| HWM                   | George Abecassis Stirling Moss |
| British Racing Motors | Reg Parnell Peter Walker |
| OSCA                  | Franco Rol |
| Veritas               | Peter Hirt |

## Rennberichte

### Großer Preis der Schweiz
| Platz | Fahrer             | Team       | Zeit       |
| ----- | ------------------ | ---------- | ---------- |
| 1     | Juan Manuel Fangio | Alfa Romeo | 2:07:53,64 |
| 2     | Piero Taruffi      | Ferrari    | + 55,24    |
| 3     | Giuseppe Farina    | Alfa Romeo | + 1:19,31  |
| PP    | Juan Manuel Fangio | Alfa Romeo | 2:35,9     |
| SR    | Juan Manuel Fangio | Alfa Romeo | 2:51,1     |

Der Grand Prix der Schweiz wurde am 27. Mai 1951 in Bremgarten ausgetragen. Das Rennen ging über 305,760 km auf 42 Runden.
Bei strömendem Regen gewann Fangio souverän, sein Widersacher Alberto Ascari war durch Verbrennungen, die er bei einem Formel-2-Rennen erlitten hatte, gehandicapt.

### Indianapolis 500
| Platz | Fahrer                    | Team                       | Zeit               |
| ----- | ------------------------- | -------------------------- | ------------------ |
| 1     | Lee Wallard               | Kurtis-Offenhauser         | 3:57:38,05         |
| 2     | Mike Nazaruk              | Kurtis-Offenhauser         | + 1:47,24          |
| 3     | Jack McGrath Manuel Ayulo | Kurtis-Offenhauser         | + 2:51,39          |
| PP    | Duke Nalon                | Kurtis Kraft               | 4:23,74 (4 Runden) |
| SR    | Lee Wallard               | Kurtis Kraft - Offenhauser | 1:07,26            |

Am 30. Mai 1951 wurden das Indianapolis 500 erneut im Rahmen der Formel 1 ausgetragen. Es wurden 200 Runden über 804,6 km zurückgelegt. Nur acht Fahrer kamen bei dem ausfallreichen Rennen ins Ziel. Den Sieg konnte Lee Wallard für sich entscheiden.

### Großer Preis von Belgien
| Platz | Fahrer                | Team        | Zeit       |
| ----- | --------------------- | ----------- | ---------- |
| 1     | Giuseppe Farina       | Alfa Romeo  | 2:45:46,2  |
| 2     | Alberto Ascari        | Ferrari     | + 2:51,0   |
| 3     | Luigi Villoresi       | Ferrari     | + 4:21,9   |
| 4     | Louis Rosier          | Talbot-Lago | + 2 Runden |
| 5     | Yves Giraud-Cabantous | Talbot-Lago | + 2 Runden |

Der Große Preis von Belgien in Spa-Francorchamps am 17. Juni 1951 ging über 36 Runden auf 508,320 km.
Ein verpatzter Reifenwechsel bei Fangio, der 14 Minuten dauerte, beraubte ihn aller Siegchancen. Es gewann der Vorjahresweltmeister Giuseppe Farina.

### Großer Preis von Frankreich
| Platz | Fahrer                   | Team       | Zeit       |
| ----- | ------------------------ | ---------- | ---------- |
| 1     | L. Fagioli/J. M. Fangio  | Alfa Romeo | 3:22:11,0  |
| 2     | J. F. González/A. Ascari | Ferrari    | + 58,2     |
| 3     | Luigi Villoresi          | Ferrari    | + 3 Runden |
| 4     | Reg Parnell              | Ferrari    | + 4 Runden |
| 5     | Giuseppe Farina          | Alfa Romeo | + 4 Runden |

Am 1. Juli 1951 wurde der Große Preis von Frankreich in Reims veranstaltet. Das Rennen ging über 601,832 km auf 77 Runden. Der Grand Prix trug auch den FIA-Ehrentitel Großer Preis von Europa.
Erstmals in der WM-Geschichte teilten sich zwei Rennfahrer den Sieg. Fagioli und Fangio teilten sich die Punkte, weil sie während ihres Rennens auf Anordnung der Alfa-Romeo-Teamleitung die Fahrzeuge tauschten. Dadurch wurden beide als 1. und 11. gewertet. Der angeordnete Tausch führte zur Verstimmung Fagiolis und zu seinem Rücktritt vom Alfa-Romeo-Team.

### Großer Preis von Großbritannien
| Platz | Fahrer                | Team       | Zeit       |
| ----- | --------------------- | ---------- | ---------- |
| 1     | José Froilán González | Ferrari    | 2:42:18,2  |
| 2     | Juan Manuel Fangio    | Alfa Romeo | + 51,0     |
| 3     | Luigi Villoresi       | Ferrari    | + 2 Runden |
| 4     | Felice Bonetto        | Alfa Romeo | + 3 Runden |
| 5     | Reg Parnell           | B.R.M.     | + 5 Runden |

Der Große Preis von Großbritannien in Silverstone fand am 14. Juli 1951 statt. Das Rennen ging über 90 Runden über eine Distanz von insgesamt 418,410 km.
Ferrari konnte seinen ersten WM-Sieg feiern. Der Sieg ging nicht an den Ferrari-Topfahrer Ascari, sondern an den Argentinier González.
Die zweite Überraschung des Rennens war der fünfte Platz Parnells, da es das offizielle Debüt der jungen Marke B.R.M. darstellte. Sein Teamkollege Peter Walker und er bestritten, ohne am Training teilgenommen zu haben, das Rennen mit einer Ausnahmegenehmigung aus der letzten Startreihe. Weitere Erfolge für B.R.M. blieben jedoch aus, weil die Motorkonstruktion des 16-Zylinders zu fehleranfällig war.

### Großer Preis von Deutschland
| Platz | Fahrer                | Team       | Zeit      |
| ----- | --------------------- | ---------- | --------- |
| 1     | Alberto Ascari        | Ferrari    | 2:23:03,3 |
| 2     | Juan Manuel Fangio    | Alfa Romeo | + 30,5    |
| 3     | José Froilán González | Ferrari    | + 4:39,0  |
| 4     | Luigi Villoresi       | Ferrari    | + 5:50,2  |
| 5     | Piero Taruffi         | Ferrari    | + 7:49,1  |

Beim Großen Preis von Deutschland auf dem Nürburgring am 29. Juli 1951 wurden 456,2 km in 20 Runden zurückgelegt.
Hier wurde das Duell zwischen Ferrari und Alfa Romeo fortgesetzt. Am Nürburgring glänzte Ferrari: Vier der ersten fünf platzierten Rennfahrer waren mit den Autos aus Maranello unterwegs. Juan Manuel Fangio konnte sich als Zweiter zwischen den Ferraris platzieren.

### Großer Preis von Italien
| Platz | Fahrer                | Team       | Zeit       |
| ----- | --------------------- | ---------- | ---------- |
| 1     | Alberto Ascari        | Ferrari    | 3:02:42,6  |
| 2     | José Froilán González | Ferrari    | + 44,6     |
| 3     | F. Bonetto/G. Farina  | Alfa Romeo | + 1 Runde  |
| 4     | Luigi Villoresi       | Ferrari    | + 1 Runde  |
| 5     | Piero Taruffi         | Ferrari    | + 2 Runden |

Der Große Preis von Italien in Monza fand am 16. September 1951 statt. Das Rennen ging über eine Distanz von 504 km in 80 Rennrunden.
Auch in Monza zeigte Ferrari seine Klasse. Fangio schied mit Motorschaden aus, und Farina, der Bonettos Wagen übernommen hatte, wurde nur Dritter. Dazu meinte der verstimmte Fangio: „Monza war für Alfa Romeo das, was Waterloo für Napoleon war.“

### Großer Preis von Spanien
| Platz | Fahrer                | Team       | Zeit       |
| ----- | --------------------- | ---------- | ---------- |
| 1     | Juan Manuel Fangio    | Alfa Romeo | 2:46:54,10 |
| 2     | José Froilán González | Ferrari    | + 54,28    |
| 3     | Giuseppe Farina       | Alfa Romeo | + 1:45,54  |
| 4     | Alberto Ascari        | Ferrari    | + 2 Runden |
| 5     | Felice Bonetto        | Alfa Romeo | + 2 Runden |

Der Große Preis von Spanien auf dem Circuit de Pedralbes wurde am 28. Oktober 1951 über 442,12 km in 70 Runden ausgetragen.
Im Entscheidungsrennen der Saison 1951 stufte Fangio seine Chancen als gering ein. Er konnte das Rennen dadurch für sich entscheiden, dass Ferrari mit zu kleinen 16-Zoll-Reifen und Zusatztanks die falsche Taktik gewählt hatte. Anstatt nonstop dem Sieg entgegenzufahren, musste Ascari bereits nach 9 Runden einen Sicherheitsstop einlegen, weil sich aufgrund der größeren Belastung seine Reifen auflösten. Somit war die Bahn frei für den ersten Titelgewinn des Argentiniers.

## Fahrerwertung

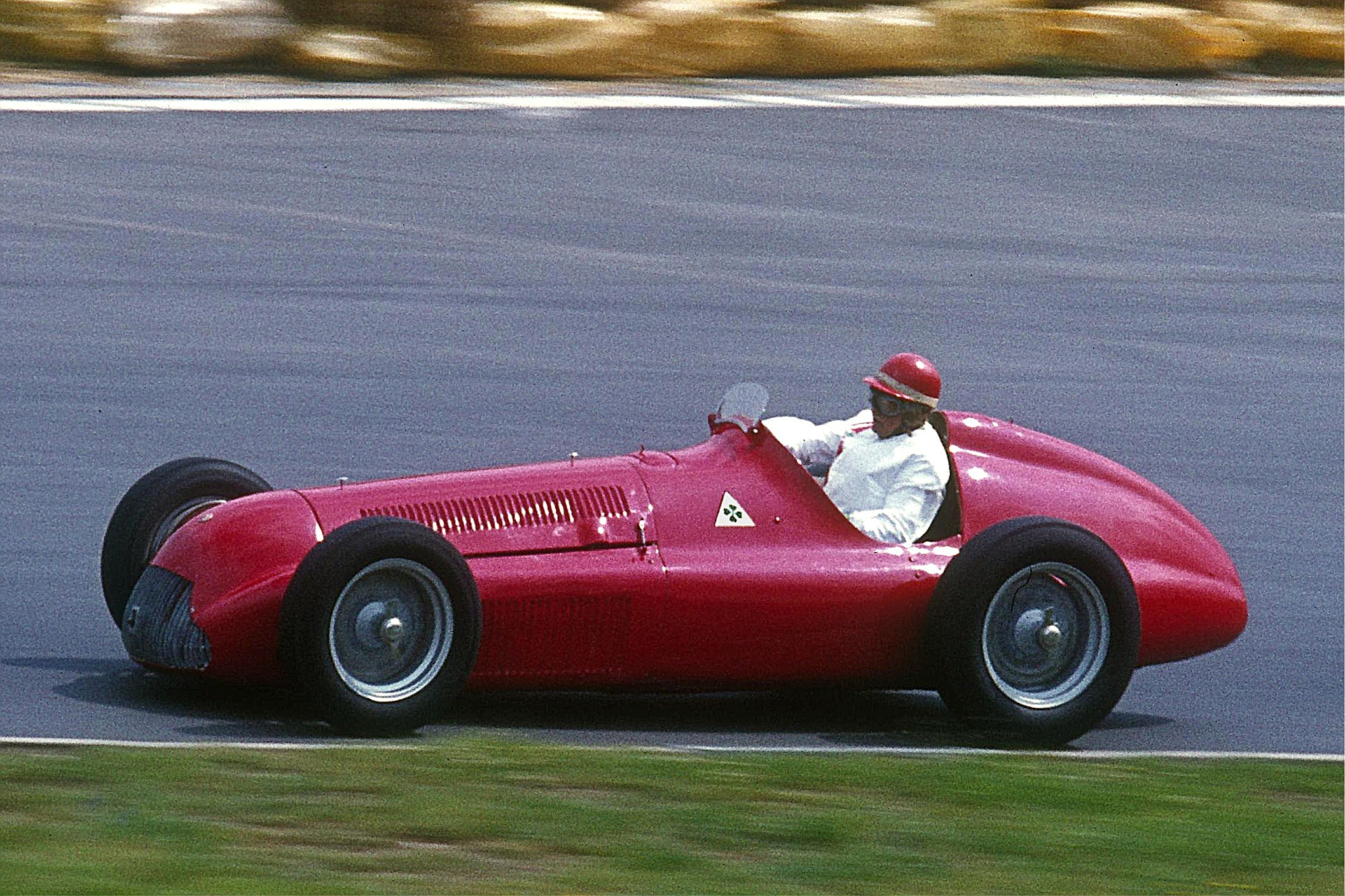
Alfa Romeo Tipo 159 von 1951

Für die Fahrerweltmeisterschaft 1951 galten folgende Regeln der Punkteverteilung:
| Platz 1          | 8 Punkte |
| Platz 2          | 6 Punkte |
| Platz 3          | 4 Punkte |
| Platz 4          | 3 Punkte |
| Platz 5          | 2 Punkte |
| schnellste Runde | 1 Punkt  |

- Es gingen nur die besten vier Resultate aus den acht Rennen in die Wertung ein.
- Es war erlaubt, die Fahrer zu wechseln. Wurde dies gemacht, bekam jeder Fahrer die Hälfte der Punktzahl des mit dem Fahrzeug erreichten Platzes, unabhängig davon, wie groß sein Anteil an der Gesamtdistanz war.

| Pos. | Fahrer                     | Konstrukteur                    |     |     |     |       |      |     |       |      | Punkte |
| 01   | Juan Manuel Fangio         | Alfa Romeo                      | 1   |     | (9) | 1     | 2    | (2) | DNF   | 11/1 | 31(37) |
| 02   | Alberto Ascari             | Ferrari                         | (6) |     | 2   | DNF/2 | DNF  | 1   | 1     | (4)  | 25(28) |
| 03   | José Froilán González      | Talbot/Ferrari                  | DNF |     |     | 2     | 1    | (3) | 2     | 2    | 24(27) |
| 04   | Giuseppe Farina            | Alfa Romeo                      | 3   |     | 1   | (5)   | DNF  | DNF | DNF/3 | 3    | 19(22) |
| 05   | Luigi Villoresi            | Ferrari                         | DNF |     | 3   | 3     | 3    | 4   | (4)   | DNF  | 15(18) |
| 06   | Piero Taruffi              | Ferrari                         | 2   |     | DNF |       |      | 5   | 5     | DNF  | 10     |
| 07   | Lee Wallard                | Kurtis Kraft                    |     | 1   |     |       |      |     |       |      | 09     |
| 08   | Felice Bonetto             | Alfa Romeo                      |     |     |     |       | 4    | DNF | 3     | 5    | 07     |
| 09   | Mike Nazaruk               | Kurtis Kraft                    |     | 2   |     |       |      |     |       |      | 06     |
| 10   | Reg Parnell                | Ferrari/BRM                     |     |     |     | 4     | 5    |     | DNS   |      | 05     |
| 11   | Luigi Fagioli              | Alfa Romeo                      |     |     |     | 1/11  |      |     |       |      | 04     |
| 12   | Consalvo Sanesi            | Alfa Romeo                      | 4   |     | DNF | 10    | 6    |     |       |      | 03     |
| 13   | Louis Rosier               | Talbot                          | (9) |     | 4   | DNF   | (10) | 8   | 7     | 7    | 03     |
| 14   | Andy Linden                | Sherman                         |     | 4   |     |       |      |     |       |      | 03     |
| 15   | Manuel Ayulo               | Kurtis Kraft / Lesovsky         |     | 3   |     |       |      |     |       |      | 02     |
| 15   | Jack McGrath               | Kurtis Kraft                    |     | 3   |     |       |      |     |       |      | 02     |
| 17   | Emmanuel de Graffenried    | Alfa Romeo / Maserati           | 5   |     |     | DNF   |      | DNF | DNF   | 6    | 02     |
| 18   | Yves Giraud-Cabantous      | Talbot                          | DNF |     | 5   | 7     |      | DNF | 8     | DNF  | 02     |
| 19   | Bobby Ball                 | Schroeder                       |     | 5   |     |       |      |     |       |      | 02     |
| 20   | Louis Chiron               | Talbot / Maserati               | 7   |     | DNF | 6     | DNF  | DNF | DNF   | DNF  | 0      |
| 21   | Rudolf Fischer             | Ferrari                         | 11  |     |     |       |      | 6   | DNS   |      | 0      |
| 22   | André Simon                | Simca-Gordini                   |     |     |     | DNF   |      | DNF | 6     | DNF  | 0      |
| 23   | Henry Banks                | Moore                           |     | 6   |     |       |      |     |       |      | 0      |
| 23   | André Pilette              | Talbot                          |     |     | 6   |       |      |     |       |      | 0      |
| 25   | Robert Manzon              | Simca-Gordini                   |     |     |     | DNF   |      | 7   | DNF   | 9    | 0      |
| 26   | Johnny Claes               | Talbot                          | 13  |     | 7   | DNF   | 13   | 11  | DNF   | DNF  | 0      |
| 27   | Carl Forberg               | Kurtis Kraft                    |     | 7   |     |       |      |     |       |      | 0      |
| 27   | Peter Walker               | BRM                             |     |     |     |       | 7    |     |       |      | 0      |
| 29   | Pierre Levegh              | Talbot                          |     |     | 8   |       |      | 9   | DNF   |      | 0      |
| 30   | Philippe Étancelin         | Talbot                          | 10  |     | DNF | DNF   |      | DNF |       | 8    | 0      |
| 31   | Brian Shawe-Taylor         | ERA/Ferrari                     |     |     |     | DNF   | 8    |     |       |      | 0      |
| 32   | Duane Carter               | Deidt                           |     | 8   |     |       |      |     |       |      | 0      |
| 32   | Eugène Chaboud             | Talbot                          |     |     |     | 8     |      |     |       |      | 0      |
| 32   | Stirling Moss              | H.W.M.                          | 8   |     |     |       |      |     |       |      | 0      |
| 35   | Guy Mairesse               | Talbot                          | 14  |     |     | 9     |      |     |       |      | 0      |
| 36   | Peter Whitehead            | Ferrari                         | DNF |     |     | DNF   | 9    |     | DNF   |      | 0      |
| 37   | Tony Bettenhausen          | Deidt                           |     | 9   |     |       |      |     |       |      | 0      |
| 37   | Franco Rol                 | Osca                            |     |     |     |       |      |     | 9     |      | 0      |
| 39   | Jacques Swaters            | Talbot                          |     |     |     |       |      | 10  | DNF   |      | 0      |
| 40   | Francisco Godia-Sales      | Maserati                        |     |     |     |       |      |     |       | 10   | 0      |
| 40   | Duke Nalon                 | Kurtis Kraft                    |     | 10  |     |       |      |     |       |      | 0      |
| 42   | Gene Force                 | Kurtis Kraft                    |     | 11  |     |       |      |     |       |      | 0      |
| 42   | Frederic Roberts-Gerard    | ERA                             |     |     |     |       | 11   |     |       |      | 0      |
| 44   | Duncan Hamilton            | Talbot                          |     |     |     |       | 12   | DNF |       |      | 0      |
| 44   | Harry Schell               | Maserati                        | 12  |     |     | DNF   |      |     |       |      | 0      |
| 46   | Sam Hanks                  | Kurtis Kraft                    |     | 12  |     |       |      |     |       |      | 0      |
| 47   | Bill Schindler             | Kurtis Kraft                    |     | 13  |     |       |      |     |       |      | 0      |
| 48   | Mauri Rose                 | Deidt                           |     | 14  |     |       |      |     |       |      | 0      |
| 49   | Walt Faulkner              | Kuzma                           |     | 15  |     |       |      |     |       |      | 0      |
| 50   | Jimmy Davies               | Pawl                            |     | 16  |     |       |      |     |       |      | 0      |
| 51   | Fred Agabashian            | Kurtis Kraft                    |     | 17  |     |       |      |     |       |      | 0      |
| 51   | Rodger Ward                | Bromme                          |     | 17  |     |       |      |     |       |      | 0      |
| 53   | Cliff Griffith             | Kurtis Kraft                    |     | 18  |     |       |      |     |       |      | 0      |
| 53   | Carl Scarborough           | Kurtis Kraft                    |     | 18  |     |       |      |     |       |      | 0      |
| 55   | Bill MacKey                | Hall                            |     | 19  |     |       |      |     |       |      | 0      |
| 56   | Chuck Stevenson            | Marchese                        |     | 20  |     |       |      |     |       |      | 0      |
| 57   | Johnnie Parsons            | Kurtis Kraft                    |     | 21  |     |       |      |     |       |      | 0      |
| 58   | Cecil Green                | Kurtis Kraft                    |     | 22  |     |       |      |     |       |      | 0      |
| 59   | Troy Ruttman               | Kurtis Kraft                    |     | 23  |     |       |      |     |       |      | 0      |
| 60   | Duke Dinsmore              | Schroeder                       |     | 24  |     |       |      |     |       |      | 0      |
| 61   | Chet Miller                | Kurtis Kraft                    |     | 25  |     |       |      |     |       |      | 0      |
| 62   | Walt Brown                 | Kurtis Kraft                    |     | 26  |     |       |      |     |       |      | 0      |
| 63   | Bill Vukovich              | Trevis                          |     | 29  |     |       |      |     |       |      | 0      |
| 64   | George Connor              | Lesovsky                        |     | 30  |     |       |      |     |       |      | 0      |
| 65   | Mack Hellings              | Deidt                           |     | 31  |     |       |      |     |       |      | 0      |
| 66   | Johnny McDowell            | Maserati                        |     | 32  |     |       |      |     |       |      | 0      |
| 67   | Joe James                  | Watson                          |     | 33  |     |       |      |     |       |      | 0      |
| —    | Joe Kelly                  | Alta                            |     |     |     |       | NC   |     |       |      | 0      |
| —    | Maurice Trintignant        | Simca-Gordini                   |     |     |     | DNF   |      | DNF | DNF   | DNF  | 0      |
| —    | David Murray               | Maserati                        |     |     |     |       | DNF  | DNS |       |      | 0      |
| —    | George Abecassis           | H.W.M.                          | DNF |     |     |       |      |     |       |      | 0      |
| —    | Birabongse Bira            | Maserati                        |     |     |     |       |      |     |       | DNF  | 0      |
| —    | Antonio Branca             | Maserati                        |     |     |     |       |      | DNF |       |      | 0      |
| —    | Philip Fotheringham-Parker | Maserati                        |     |     |     |       | DNF  |     |       |      | 0      |
| —    | Aldo Gordini               | Simca-Gordini                   |     |     |     | DNF   |      |     |       |      | 0      |
| —    | Georges Grignard           | Talbot                          |     |     |     |       |      |     |       | DNF  | 0      |
| —    | Peter Hirt                 | Veritas-Meteor                  | DNF |     |     |       |      |     |       |      | 0      |
| —    | John James                 | Maserati                        |     |     |     |       | DNF  |     |       |      | 0      |
| —    | Chico Landi                | Ferrari                         |     |     |     |       |      |     | DNF   |      | 0      |
| —    | Henri Louveau              | Talbot                          | DNF |     |     |       |      |     |       |      | 0      |
| —    | Onofre Marimon             | Maserati                        |     |     |     | DNF   |      |     |       |      | 0      |
| —    | Paul Pietsch               | Alfa Romeo                      |     |     |     |       |      | DNF |       |      | 0      |
| —    | Juan Jover                 | Maserati                        |     |     |     |       |      |     |       | DNS  | 0      |
| —    | Ken Richardson             | BRM                             |     |     |     |       |      |     | DNS   |      | 0      |
| —    | Hans Stuck                 | BRM                             |     |     |     |       |      |     | DNS   |      | 0      |
| —    | Frank Armi                 | Bardazon / Kurtis Kraft / Scopa |     | DNQ |     |       |      |     |       |      | 0      |
| —    | Joe Barzda                 | Maserati                        |     | DNQ |     |       |      |     |       |      | 0      |
| —    | Bill Boyd                  | Gdula                           |     | DNQ |     |       |      |     |       |      | 0      |
| —    | Jimmy Bryan                | Lesovsky                        |     | DNQ |     |       |      |     |       |      | 0      |
| —    | Bill Cantrell              | Johnson / Kurtis Kraft          |     | DNQ |     |       |      |     |       |      | 0      |
| —    | Jimmy Daywalt              | Meyer                           |     | DNQ |     |       |      |     |       |      | 0      |
| —    | Kenny Eaton                | Stevens                         |     | DNQ |     |       |      |     |       |      | 0      |
| —    | Myron Fohr                 | Hill                            |     | DNQ |     |       |      |     |       |      | 0      |
| —    | George Fonder              | Deidt / Schroeder               |     | DNQ |     |       |      |     |       |      | 0      |
| —    | Jackie Holmes              | Adams                           |     | DNQ |     |       |      |     |       |      | 0      |
| —    | Norm Houser                | Miller                          |     | DNQ |     |       |      |     |       |      | 0      |
| —    | Jerry Hoyt                 | Ewing                           |     | DNQ |     |       |      |     |       |      | 0      |
| —    | Danny Kladis               | Miller                          |     | DNQ |     |       |      |     |       |      | 0      |
| —    | Ray Knepper                | Silnes                          |     | DNQ |     |       |      |     |       |      | 0      |
| —    | Bayliss Levrett            | Silnes                          |     | DNQ |     |       |      |     |       |      | 0      |
| —    | George Lynch               | Rassey                          |     | DNQ |     |       |      |     |       |      | 0      |
| —    | Gordon Reid                | Silnes                          |     | DNQ |     |       |      |     |       |      | 0      |
| —    | Paul Russo                 | Nichels                         |     | DNQ |     |       |      |     |       |      | 0      |
| —    | Mike Salay                 | Szalai                          |     | DNQ |     |       |      |     |       |      | 0      |
| —    | Bud Sennett                | Maserati                        |     | DNQ |     |       |      |     |       |      | 0      |
| —    | Doc Shanebrook             | Stevens                         |     | DNQ |     |       |      |     |       |      | 0      |
| —    | Bob Sweikert               | Kurtis Kraft                    |     | DNQ |     |       |      |     |       |      | 0      |
| —    | Joel Thorne                | Adams                           |     | DNQ |     |       |      |     |       |      | 0      |
| —    | Johnnie Tolan              | Kurtis Kraft                    |     | DNQ |     |       |      |     |       |      | 0      |
| —    | Leroy Warriner             | Kurtis Kraft                    |     | DNQ |     |       |      |     |       |      | 0      |

| Legende  | Legende            | Legende                                                          |
| Farbe    | Abkürzung          | Bedeutung                                                        |
| -------- | ------------------ | ---------------------------------------------------------------- |
| Gold     | –                  | Sieg                                                             |
| Silber   | –                  | 2. Platz                                                         |
| Bronze   | –                  | 3. Platz                                                         |
| Grün     | –                  | Platzierung in den Punkten                                       |
| Blau     | –                  | Klassifiziert außerhalb der Punkteränge                          |
| Violett  | DNF                | Rennen nicht beendet (did not finish)                            |
| Violett  | NC                 | nicht klassifiziert (not classified)                             |
| Rot      | DNQ                | nicht qualifiziert (did not qualify)                             |
| Rot      | DNPQ               | in Vorqualifikation gescheitert (did not pre-qualify)            |
| Schwarz  | DSQ                | disqualifiziert (disqualified)                                   |
| Weiß     | DNS                | nicht am Start (did not start)                                   |
| Weiß     | WD                 | zurückgezogen (withdrawn)                                        |
| Hellblau | PO                 | nur am Training teilgenommen (practiced only)                    |
| Hellblau | TD                 | Freitags-Testfahrer (test driver)                                |
| ohne     | DNP                | nicht am Training teilgenommen (did not practice)                |
| ohne     | INJ                | verletzt oder krank (injured)                                    |
| ohne     | EX                 | ausgeschlossen (excluded)                                        |
| ohne     | DNA                | nicht erschienen (did not arrive)                                |
| ohne     | C                  | Rennen abgesagt (cancelled)                                      |
| ohne     | keine WM-Teilnahme |                                                                  |
| sonstige | P/fett             | Pole-Position                                                    |
| sonstige | 1/2/3/4/5/6/7/8    | Punktplatzierung im Sprint-/Qualifikationsrennen                 |
| sonstige | SR/kursiv          | Schnellste Rennrunde                                             |
| sonstige | *                  | nicht im Ziel, aufgrund der zurückgelegten Distanz aber gewertet |
| sonstige | ()                 | Streichresultate                                                 |
| sonstige | unterstrichen      | Führender in der Gesamtwertung                                   |